# Ninon Vallin
Joséphine-Eugénie Vallin coneguda com a Ninon Vallin i també com a Ninon Vallin-Pardo (Montalieu-Vercieu, Isère, 8 de setembre de 1886 - Millery, Roina, 22 de novembre de 1961) fou una cantant francesa, en tessitura de soprano lírica.

## Biografia

### Infància i formació
Fou filla de Marie Champier i de Félix Philippe Vallin, notari de Montalieu. Ninon va passar la seva infantesa a diversos pobles de l'Isèra. A l'internat de Saint-Laurent-en-Brionnais, va demostrar una disposició musical i va cantar per primera vegada en públic a 10 anys. Es preparava per entrar al Conservatori de Música de Lió, on va ser admesa el 1903. Una de les seves professores de cant, Mme Mauvernay, la va presentar al director Georges Martin Witkowski. Ninon Vallin va guanyar el primer premi del Conservatori de Lió, per unanimitat, el juny de 1906. Llavors va oferir els seus primers concerts a la regió i va cantar al municipi d'Anonai davant el compositor i professor de música Vincent d'Indy. Aquest la va prendre sota la seva protecció i la va enviar a París a principis de 1907.
A París va fer cursos de declamació lírica. Els seus inicis van ser difícils, però Gabriel Pierné la va contractar l'any 1909 per a l'orquestra dels concerts Colonne. Claude Debussy es va adonar de les seves possibilitats i li va fer cantar una de les seves composicions, La Damoiselle élue, abans de contractar-la per substituir la cantant Rose Féart en l'estrena de 1911 de Le Martyre de saint Sébastien. L'obra havia estat condemnada per l'arquebisbe de París, davant la qual cosa Rose Féart es va retirar de la producció poques hores abans de l'estrena, que va tenir lloc el 2 de maig. Ninon Vallin la va substituir i hi va triomfar de manera anònima, sense que la crítica fos conscient de la deserció de Féart, que va assumir el paper per a les següents representacions. Debussy, que apreciava Vallin, li va donar, tanmateix, un suport fidel.

### Carrera

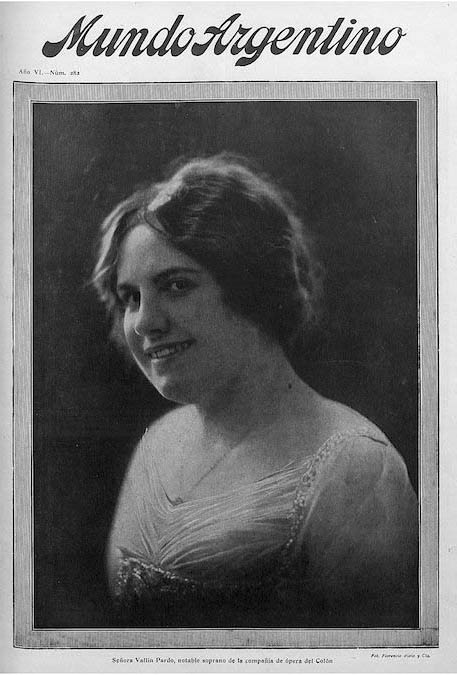
Ninon Vallin el 1916.

Ninon Vallin va ser contractada per Albert Carré per l'Opéra-Comique de París 20 de juny de 1912. Hi va debutar a l'octubre, cantant el paper de Micaëla de Carmen de Georges Bizet. La seva actuació va ser apreciada per Madame Bizet-Straus, vídua del compositor, que era entre el públic i que li va aconsellar que a partir d'aquell moment cantés el paper de la gitana. Gustave Charpentier li va confiar el paper principal de Louise, creat onze anys abans. Per a Ninon Vallin va començar una carrera excepcional, on la seva veu com a soprano lírica amb un ampli ventall, des de mi2 fins al do sostingut agut do5, la seva sensibilitat musical i cultura, la seva impecable pronunciació del francès, italià i espanyol, li van fer anar d'èxit en èxit. L'estiu de 1913, Ninon Vallin es va casar amb un empresari italià, Pardo de cognom, a qui acompanyaria en els seus viatges a l'estranger. Quan es va declarar la guerra, i es va tancar l'Opéra-Comique, va seguir el seu marit a Espanya i després, el 1916, a Amèrica del Sud.
Va actuar al Gran Teatre del Liceu en la temporada 1917-1918, cantant Mignon d'Ambroise Thomas acompanyada per Ángeles Ottein, Elena Lucci, Tito Schipa, Gaudio Mansueto i Carlo Del Pozo, sota la dirección de Giulio Falconi.
A l'escenari del Teatro Colón de Buenos Aires, va tenir un gran triomf i va ser adoptada pel públic sud-americà. Va tornar l'any següent a París, sent contractada més tard per La Scala de Milà. Després de la guerra, va cantar a tots els grans escenaris d'Europa. Manuel de Falla li va encarregar les creacions de La vida breve i d'El amor brujo. La gira de l'URSS de 1921, la va dur a Moscou, Kíev i Petrograd (actualment Sant Petersburg), constituint un altre triomf.
A partir de 1925, després de la segona sortida d'Albert Carré de l'Opéra-Comique, la carrera de Ninon Vallin va continuar a l'estranger durant deu temporades, especialment a Buenos Aires. Columbia la va contractar per a nombrosos enregistraments fins que una disputa amb Georges Thill la va fer rescindir el seu contracte. L'any 1931 va contractar a un jove i talentós pianista, Pierre Darck, que la va acompanyar en les seves gires per Amèrica del Sud.
Va ser una de les intèrprets de La Damnation de Faust d'Hector Berlioz en la inauguració del Teatre Antic de Viena del Delfinat (Vienne), en presència del president de la República francesa Albert Lebrun.
Durant la Segona Guerra Mundial, Ninon Vallin va viure a la seva propietat a La Sauvagère a Millery, prop de Lió, on va fer construir un teatre a l'aire lliure.
A partir de 1943, va amagar i conservar la biblioteca musical de François Lang, assassinat a Auschwitz. El 1945 va reprendre la seva carrera a París i després a l'estranger. Després del seu adeu a l'Òpera de París, va fer dues grans gires a Austràlia (1947) i a Nova Zelanda (1949).
En concert, va ser l'ambaixadora de Fauré, Ernest Chausson, Debussy, Marguerite Canal i Reynaldo Hahn, interessant-se també per la música espanyola i sud-americana i multiplicant les gires de recitals per tots els grans escenaris d'Europa i Amèrica.

### Final de la vida
L'any 1953 va crear el Conservatori de Música de Montevideo on va impartir classes de cant. Després de recitals a La Sauvagère, Cannes i Deauville, es va retirar dels escenaris el 1957, a 71 anys. Després va ensenyar cant al Conservatori de Lió fins a la seva mort, el 1961, a 75 anys. Fou enterrada a Millery.
Va interpretar durant una trajectòria de més de quaranta anys prop de cinquanta papers, de soprano lírica, lleugera o dramàtica, així com papers de mezzosoprano, i va tenir entre altres companys de repartiment Enrico Caruso, Georges Thill, Beniamino Gigli i Tito Schipa.

## Rols principals

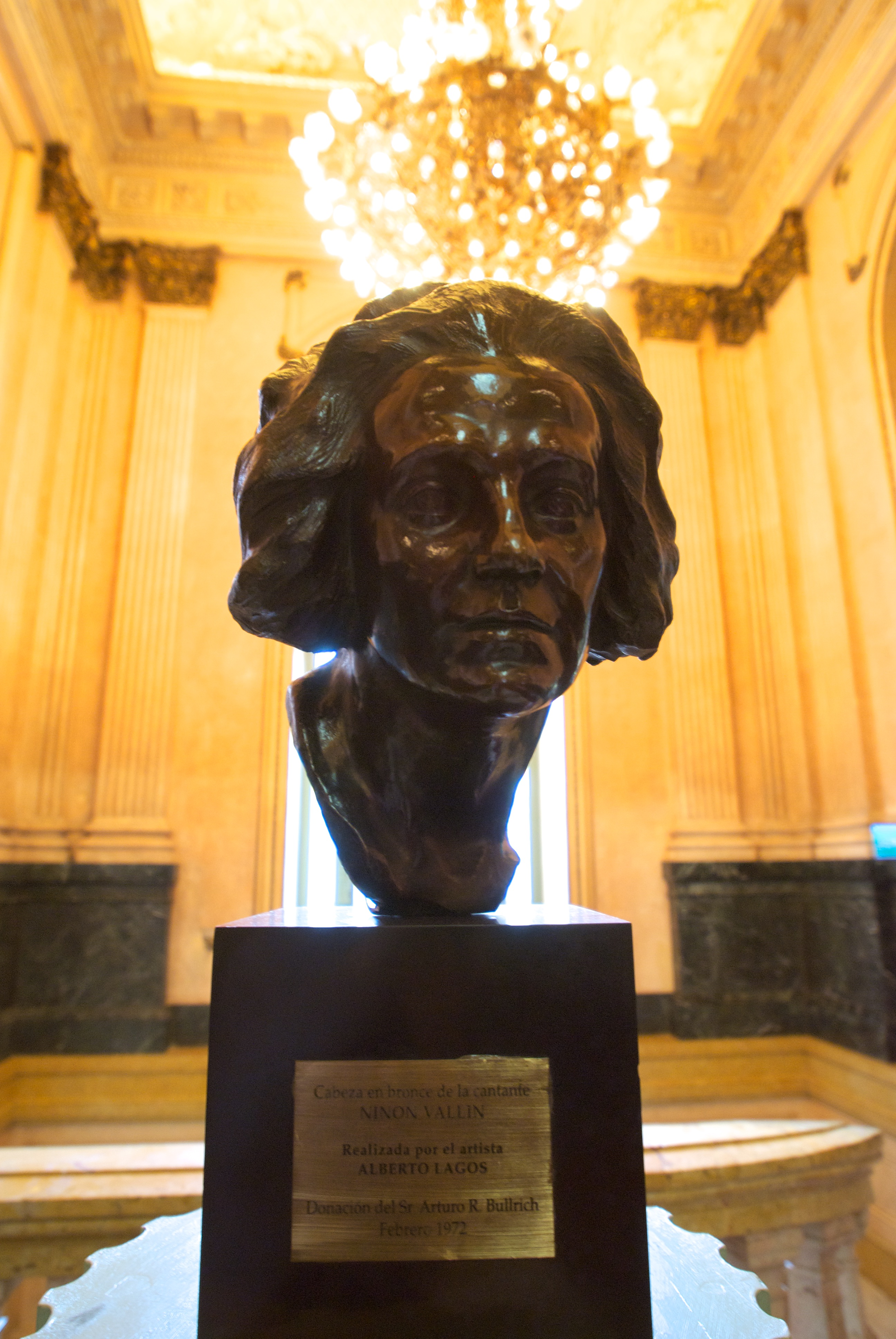
Bust de Ninon Vallin, Teatre Colón de Buenos Aires

- 1909: Ruth et Booz, Jean-François Lesueur, Théâtre de la Glacière, Bourgoin
- 1911: La Damoiselle élue de Claude Debussy (rol del títol), París; Le Martyre de saint Sébastien de Debussy - estrena al Théâtre du Châtelet, París
- 1912-1913 (Opéra-Comique):
  - Carmen de Georges Bizet (Micaëla)[4]
  - Wilhelm Meister de Robert Schumann (Mignon)
  - La Bohème de Giacomo Puccini (Mimì)
  - Louise de Gustave Charpentier (rol del títol, que cantarà més de cent vegades al llarg de la seva carrera)
  - Manon de Jules Massenet (rol del títol)
  - Pelléas et Mélisande de Debussy (Mélisande)
- 1914: Trois poèmes de Mallarmé de Debussy - estrena amb Debussy al piano
- 1916:
  - Faust de Charles Gounod (Marguerite), Teatro Colón, Buenos Aires
  - Mignon d'Ambroise Thomas
  - Falstaff de Giuseppe Verdi
  - Mefistofele d'Arrigo Boito (Margherita)
- 1917:
  - Mârouf, savetier du Caire d'Henri Rabaud (Béatrice, princessa Saamchédin), dirigida per André Messager - estrena italiana a La Scala de Milà
  - Manon (amb Enrico Caruso) - estrena italiana a La Scala
  - Thaïs de Jules Massenet (Béa)
  - Set cançons espanyoles de Manuel de Falla - estrena
  - Mârouf, savetier du Caire, estrena a Buenos Aires
  - L’elisir d'amor de Gaetano Donizetti
  - La vida breve (Carmela) i El amor brujo de Manuel de Falla, estrenes
- 1918:
  - La Damnation de Faust d'Hector Berlioz (Marguerite)
  - Les noces de Fígaro de Mozart (la Comtessa)
  - Alceste de Christoph Willibald Gluck (rol del títol), estrena a Buenos Aires
  - Les Contes d'Hoffmann de Jacques Offenbach (Olympia, Antonia, Giulietta, Stella)
  - Roméo et Juliette de Charles Gounod (Juliette)
  - Norma de Vincenzo Bellini
  - Tosca (rol del títol) de Giacomo Puccini
  - Pagliacci (Nedda) de Ruggero Leoncavallo
  - Mignon a La Scala
- 1919: Thaïs de Massenet (La Razon), inauguració del Teatro Coliseo, Buenos Aires
- 1923: La Jacquerie d'Édouard Lalo, estrena a l'Opéra de Paris
- 1934: Marie l'Égyptienne d'Ottorino Respighi, estrena a l'Opéra-Comique
  - La Sorcière et Les Cadeaux de Noël de Xavier Leroux (Zoraya) - estrena mundial a l'Opéra-Comique
  - La vida breve de Manuel de Falla (Carmela)
  - Les noces de Fígaro de Mozart (la Comtessa), Opéra de Paris
  - Faust de Gounod (Marguerite), Òpera de San Francisco
- 1936: Faust de Gounod (Marguerite), La Côte-Saint-André; concerts Wagner de l'Associació Wagneriana de Buenos Aires
- 1937:
  - Iphigénie en Tauride i Alceste de Gluck, La Plata
  - Orphée de Gluck, versió francesa integral i Le Roi d'Ys de Lalo
- 1938:
  - Recital al Palais de l'Élysée en ocasió del primer viage oficial del rei Jordi VI del Regne Unit
  - Inauguració del Teatre Antic de Viena a Isère amb l'assistència del president de la República Francesa, Albert Lebrun
- 1943:
  - Carmen de Bizet (Carmen), Òpera de Montecarlo amb Lucien Vonna, Mario Franzini, René Landi,[5] Thérèse Deniset, Max Paban, Lucy Orsoni, Albert Mainard, Emma Marini, Gilles Charpentier, Léon Guerrini, i Franquelin. Direcció d'orquestra de Paul Paray.
  - Les noces de Fígaro de Mozart (La Comtessa), Òpera de Montecarlo, amb Bernadette Delprat, Michel Dens, Etienne Billot, Lucien Marzo, Thérèse Deniset, André Testai, René Landi, Lucy Orsoni, Marc Sylvani, Jeanine Tenoudji, Gilles Charpentier, Suzanne Inglere i Blanche Bongiovanni. Direcció d'orquestra de Paul Paray.
- 1947:
  - Les noces de Figaro, comiat a l'Opéra de París
  - El sombrero de tres picos de Manuel de Falla, estrena, Madrid

## Filmografia
- 1935: Les Berceaux de Dimitri Kirsanoff
- 1937: La Fille de la Madelon de Georges Pallu i Jean Mugeli - La Madelon
- 1938: Ceux de demain/L'Enfant de troupe de Georges Pallu i Adelqui Millar - Claude Arbellin

## Enregistraments
Ninon Vallin va participar des de 1913 en més de quatre-cents cinquanta enregistraments, entre ells:
- 1919 (cera): La Damnation de Faust, Berlioz
- 1943 (cera): L'automne, op.18 n°3, Fauré
- 1955 (microsurc): ídem, Jean Allain, director, Orchestre Pasdeloup

## Honors
- Cavaller de la Legió d'Honor (1925)

## Homenatges i posteritat
- Claude Debussy: "Estic enamorat d'aquesta veu de brillantor platejada"
- Reynaldo Hahn: "Quan ella canta, és aroma de música el que respirem"
- Espace Ninon Vallin, la seva ciutat natal Montalieu-Vercieu li ret homenatge.[6]